# احمد دورسون
احمد دورسون (انگلیسی: Ahmet Dursun؛ زادهٔ ۲۵ ژانویهٔ ۱۹۷۸) بازیکن فوتبال اهل ترکیه است.
از باشگاه‌هایی که در آن بازی کرده‌است می‌توان به باشگاه فوتبال خزر لنکران، باشگاه ورزشی استانبول‌اسپور، باشگاه فوتبال بشیکتاش، باشگاه فوتبال آدانااسپور، باشگاه ورزشی کوکائلی اسپور، باشگاه فوتبال تیانجین تایگرز، باشگاه فوتبال آنکاراگوچو، و باشگاه فوتبال آنتالیااسپور اشاره کرد.
وی همچنین در تیم ملی فوتبال ترکیه بازی کرده‌است.